# Damnhac
Dampnhac (en francès Dampniat) és un municipi del sud-oest de França, al departament de la Corresa, de la regió de la Nova Aquitània.

## Demografia
| 1962                                       | 1968 | 1975 | 1982 | 1990 | 1999 | 2007 |
| ------------------------------------------ | ---- | ---- | ---- | ---- | ---- | ---- |
| 599                                        | 608  | 598  | 546  | 569  | 581  | 648  |
| Des de 1962: població sense dobles comptes |      |      |      |      |      |      |

## Administració
| Període | Identitat             | Partit |
| ------- | --------------------- | ------ |
| 2001-   | Jean-Pierre Bernardie |        |